# Estación de Biel/Bienne
La estación de Biel/Bienne es la principal estación ferroviaria de la comuna suiza de Biel/Bienne, en el Cantón de Berna.
Por la estación pasan diariamente unas 50 000 personas, por lo que se encuentra entre las 10 estaciones más transitadas de la red de los SBB-CFF-FFS.

## Historia y situación
La estación actual data del año 1923, cuando fue reformado el entorno ferroviario de Biel. La llegada del ferrocarril a Biel se produjo en la década de 1860, cuando se conectó a la ciudad con Le Landeron y con Berna.
A lo largo de los años en la estación se han ido realizando algunas reformas, siendo las últimas en 2002 a causa de ser Biel/Bienne una de las sedes de la Expo de ese año.
En términos ferroviarios, la estación se sitúa en la línea Olten - Lausana, que prosigue hacia Ginebra y la frontera francosuiza, conocida como la línea del pie del Jura, además de en la línea Biel/Bienne - Berna y en la línea Biel/Bienne - Sonceboz-Sombeval - La Chaux-de-Fonds, lo que la convierte en un importante nudo ferroviario. Sus dependencias ferroviarias colaterales son la estación de Biel Mett hacia Olten, la estación de Tüscherz en dirección Lausana, la estación de Brügg hacia Berna y la estación de Frinvillier-Taubenloch hacia La Chaux-de-Fonds.

## Servicios ferroviarios

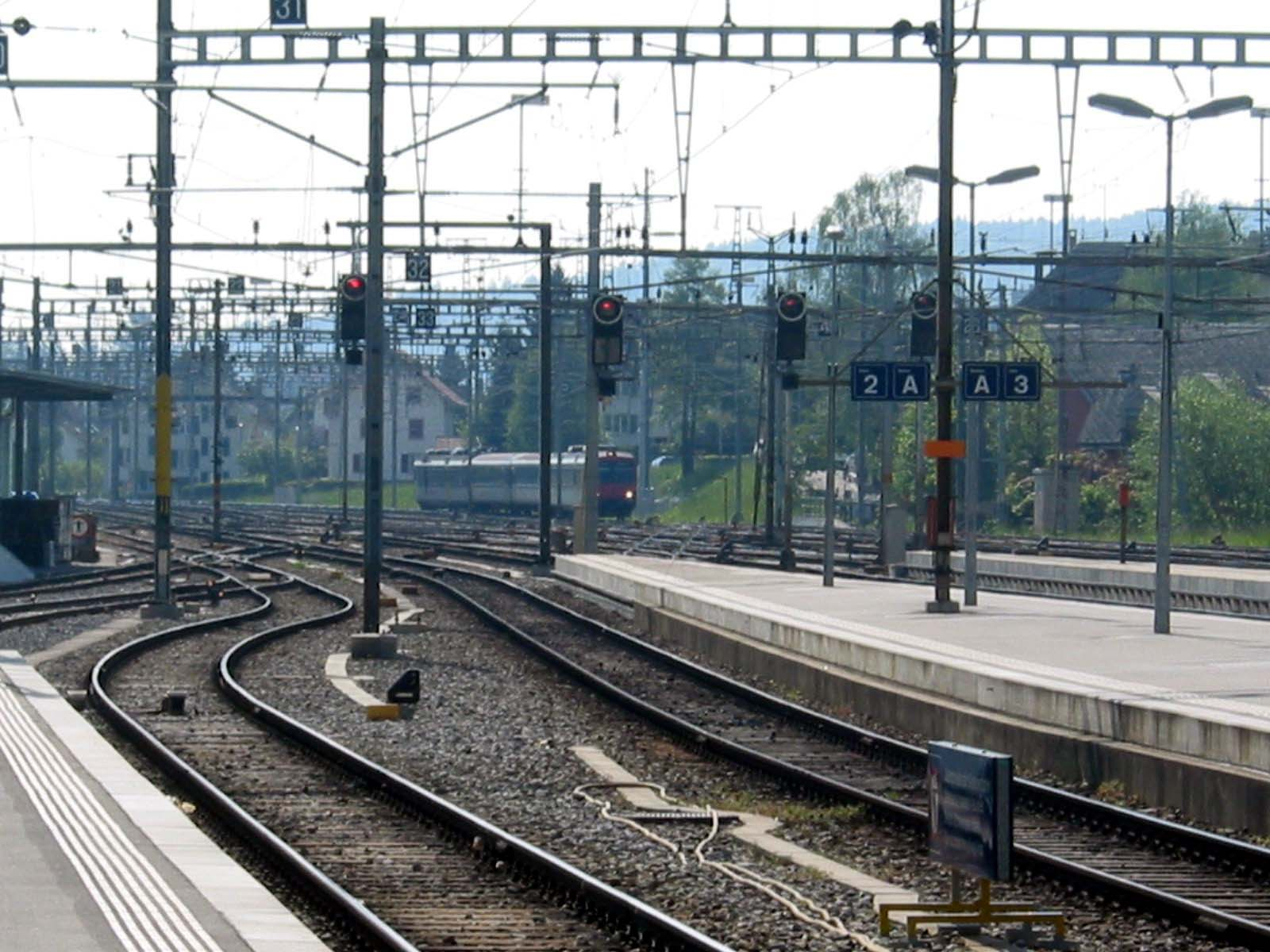
Vías y andenes de la estación

A través de los SBB-CFF-FFS, Biel/Bienne tiene conexión con las principales ciudades suizas, gracias a su configuración de nudo ferroviario.

### Larga distancia
- ICN San Galo - Gossau - Wil - Winterthur - Zúrich-Aeropuerto - Zúrich - Aarau - Olten - Soleura - Biel/Bienne - Neuchâtel - Yverdon-les-Bains - Lausana/Morges - Nyon - Ginebra-Cornavin - Ginebra-Aeropuerto. Servicios cada hora en cada sentido. Tanto a  Ginebra-Cornavin y Ginebra-Aeropuerto como a Lausana, los trenes llegan cada dos horas, ya que aunque en el tramo común San Galo - Yverdon-les-Bains circulan cada hora, a partir de esta última, un tren circula a Lausana, y a la siguiente hora, en vez de continuar hacia Lausana, se dirige hacia Ginebra-Aeropuerto.
- ICN Ginebra-Aeropuerto - Ginebra-Cornavin - Nyon - Morges - Yverdon-les-Bains - Neuchâtel - Biel/Bienne - Grenchen Nord - Moutier - Delémont - Laufen - Basilea SBB. Hay un tren cada dos horas.
- IR Biel/Bienne - Grenchen Süd - Soleura - Oensingen - Olten - Zúrich - Zúrich Aeropuerto - Winterthur - Frauenfeld - Weinfelden - Kreuzlingen - Constanza. Trenes cada hora por dirección.

### Regional
- RE Berna - Lyss - Biel/Bienne.[2] Trenes cada hora.
- RE Biel/Bienne - Sonceboz-Sombeval - La Chaux-de-Fonds. Trenes cada hora.
- RE Biel/Bienne - Delémont - Delle. Trenes cada hora.
- R Biel/Bienne - Sonceboz-Sombeval - La Chaux-de-Fonds. Trenes cada hora.
- R Biel/Bienne - Sonceboz-Sombeval - Moutier - Soleura. Servicios aislados a última hora de la tarde.
- R Biel/Bienne - Soleura - Olten. Cuenta con trenes cada hora hacia Olten, a los que hay que sumar trenes cada hora entre Biel/Bienne y Soleura los días laborables, resultando una frecuencia en el tramo Biel/Bienne - Soleura de un tren cada media hora por sentido.
- R Neuchâtel - Biel/Bienne.Cuenta con trenes cada hora en ambos sentidos, con refuerzos en las horas punta de lunes a viernes.

### S-Bahn Berna
A la estación llegan trenes de una línea de la red de trenes de cercanías S-Bahn Berna
- S3 Biel/Bienne - Lyss - Berna - Belp, que cuenta con frecuencia cadenciada de 30 minutos.